# Cantaous
Cantaous is een gemeente in het Franse departement Hautes-Pyrénées (regio Occitanie) en telt 433 inwoners (2004). De plaats maakt deel uit van het arrondissement Bagnères-de-Bigorre.

## Geografie
De oppervlakte van Cantaous bedraagt 5,7 km², de bevolkingsdichtheid is 76,0 inwoners per km².

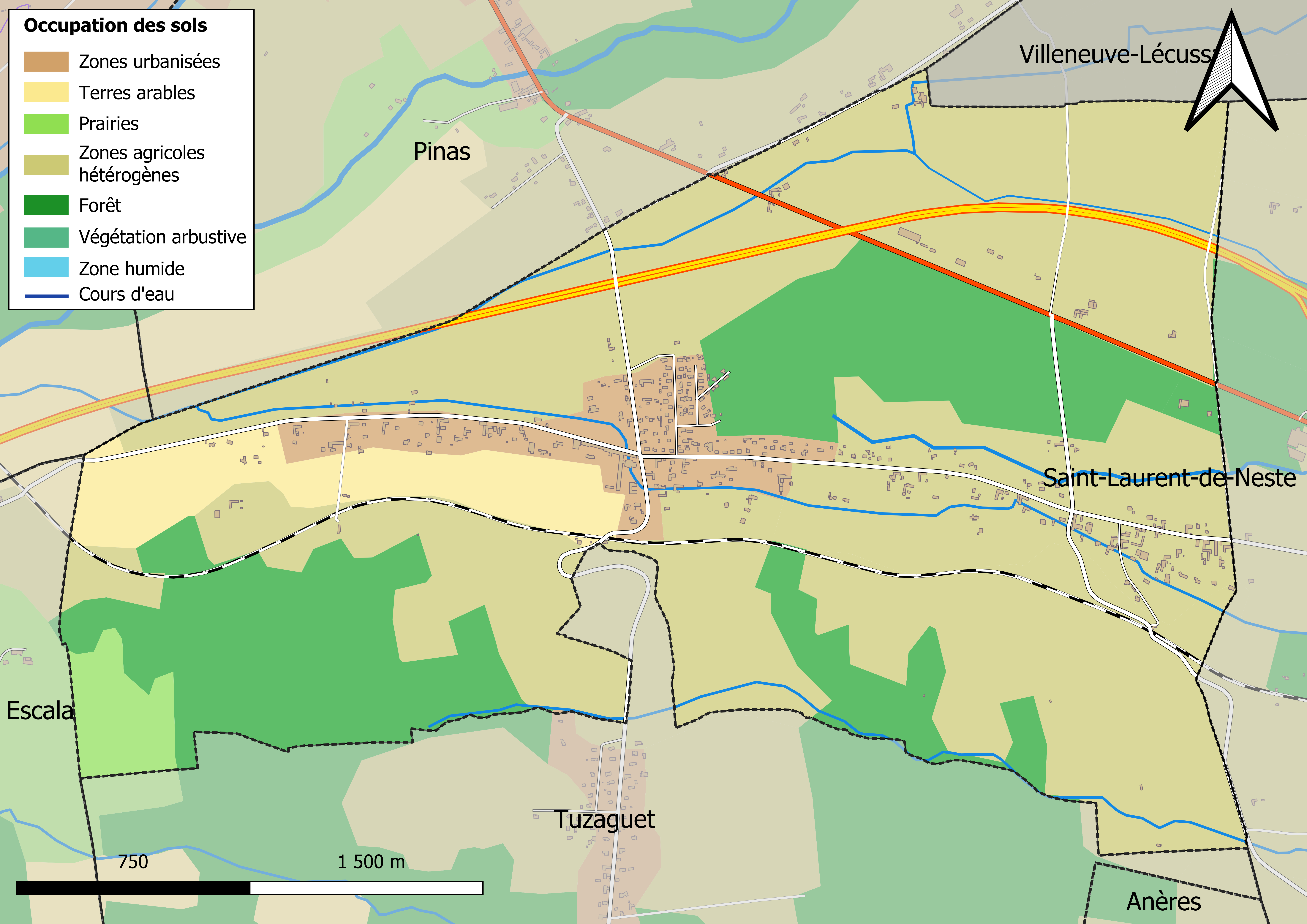
Kaart van de gemeente met belangrijkste infrastructuur, bodemgebruik en omliggende gemeenten

## Demografie
Onderstaande figuur toont het verloop van het inwonertal (bron: INSEE-tellingen).

1. ↑  Populations de référence 2022.